# 黃麗幗
黃麗幗（英語：Ruby Wong Lai Kwok，1986年12月6日—），前任無綫互動新聞台（無綫新聞台前身）主播。
黃麗幗畢業於循理會白普理基金循理小學和浸信會呂明才中學，2010年大學畢業於香港樹仁大學及2016年於香港中文大學碩士畢業。2010年曾參加由亞洲電視舉辦的《馬壇超新星》，並曾於無綫電視擔任兒童節目主持。2012年7月開始出任無綫互動新聞台主播，亦負責星期五晚間新聞《周五搜記》環節採訪工作，2016年4月離開無綫新聞，轉投海通國際，職位是海通國際環球市場部高級副總裁，現為日興資產管理業務發展總監。
曾於2015年結婚的她，婚後一年多與丈夫因性格不合離婚，2019年終於覓得真命天子，在沖繩出嫁。老公Jeff為商人，經營美容院生意。
2020年1月，黃麗幗於個人instragram宣佈已有身孕，預產期為七月。同年7月3日誕下兒子(Jacob)。